# 大崩山
大崩山（おおくえやま）は、宮崎県延岡市北西部にあり九州山地に属する大崩山群の主峰である。

## 概要
大崩の名称は東側斜面に崩れたように見える風化した花崗岩が露出することに由来する。一等三角点のある山頂は灌木が茂り、あまり見晴らしは良くないが少し下った石塚付近から由布岳、九重山、阿蘇山、雲仙岳、祖母山、傾山、市房山、霧島山など九州の名だたる山々を望むことができる。
周囲には屹立する岩峰群があり、北東山麓には祝子川渓谷、南西山麓には鹿川渓谷を配する景勝地である。西南戦争の際、西郷隆盛が政府軍の包囲を突破して可愛岳から鹿児島に退陣する際、近くの鹿川越を突破しているが、山岳信仰の対象とはならなかったことから大正時代以前において登山者はほとんどいなかった。1965年（昭和30年）、祖母山や傾山とともに祖母傾国定公園に指定され、訪れる登山者とハイカーは合わせて年間2万人にのぼるようになった。1992年（平成4年）には全国高等学校総合体育大会登山競技大会の舞台となった。

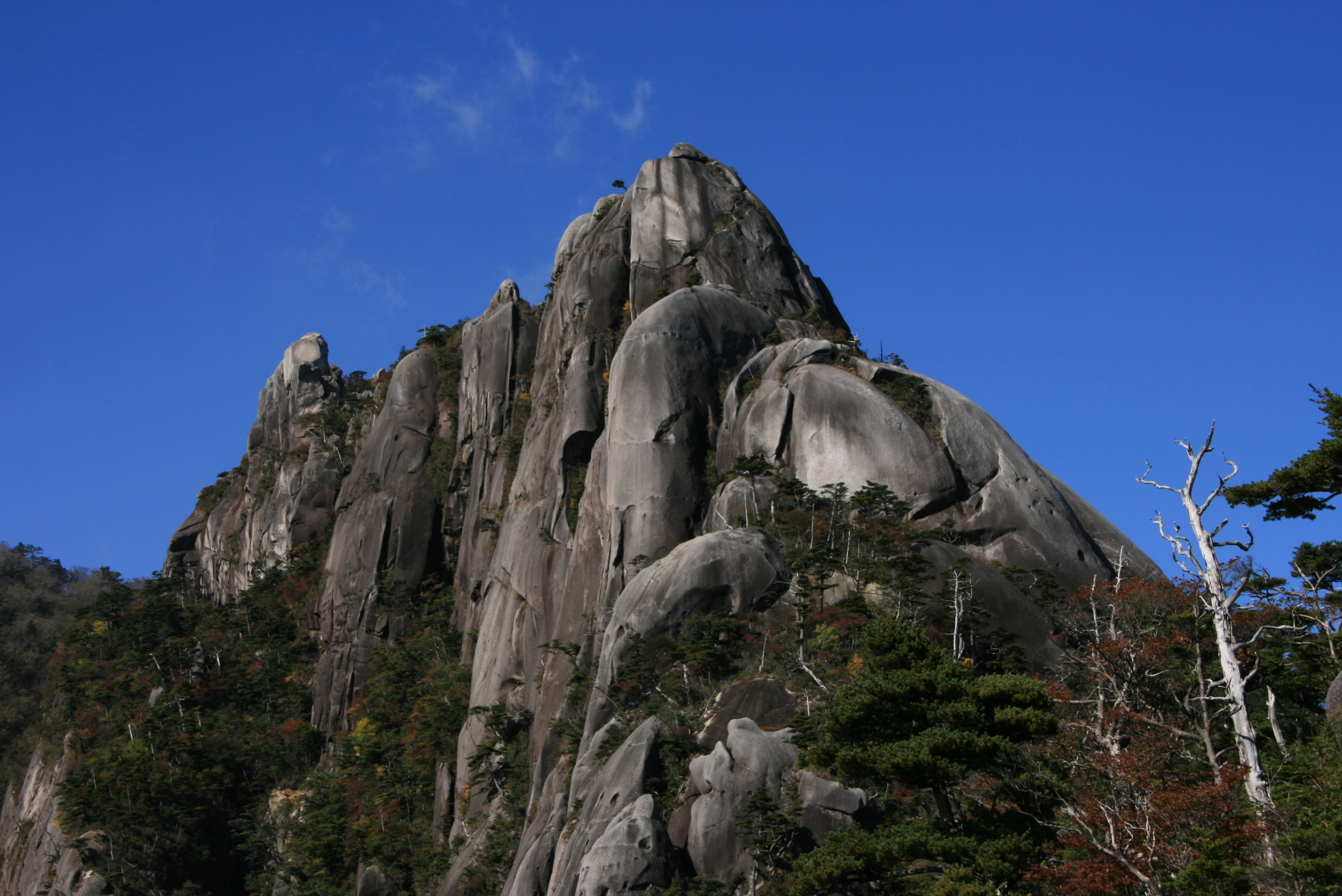
袖ダキ展望所から下ワク塚の岩峰を望む

登山レベルに関しては4つのコースが知られているが、危険な箇所が多く存在しており、ロープ渡り、はしご登りの連続地帯が各所にある。熟練者でも遭難や滑落の報告があるため、初心者向きの山ではない。少なくとも初心者はベテランと一緒に登ることを推奨する。

## 自然環境
モミ、ツガ、ブナ、カエデなどからなる原生林が広がっており、ニホンカモシカが生息する。

## 地質
山頂付近はホルンフェルスから成っており、その下部には東西15キロメートル、南北13キロメートルの花崗岩ドーム（バソリス）が横たわっている。周辺の基盤地層は四万十層群北帯と呼ばれる地層であるが、その地層に割り込み大崩山を取り囲むようにして東西37キロメートル、南北32キロメートルに及ぶ花崗岩の環状岩脈が続いている。岩脈に沿って可愛岳、行縢山、茶臼山、比叡山、矢筈岳、丹助岳を含む山脈が連なっている。
このような地質・地形は以下のようにして形成されたと考えられている。1400万年前、祖母山と傾山付近で火山活動がありカルデラが形成された。次にカルデラの南東部に環状の亀裂が生じ、火砕流の噴出を伴う大噴火が起きて大崩山カルデラと呼ばれるカルデラ（コールドロン）となった。このとき亀裂に沿って地下から上昇したマグマが地中で冷却され花崗岩の環状岩脈が形成された。大崩山カルデラの中心部でも花崗岩ドームがつくられるとともに上部の四万十層群の地層が加熱されてホルンフェルスとなった。その後、九州山地の隆起が進むとともに火山地形全体が押し上げられ侵食されていったが、ホルンフェルスは緻密なため侵食から取り残され大崩山となった。すなわちカルデラ火山の地下部分が地表に露出したものである。